# Dalmine (Italia)
Dalmine es una comuna en la provincia de Bérgamo, Italia, en la región de Lombardía. Se encuentra a unos 40 km al noreste de Milán, a unos 8 km al sudoeste de Bérgamo. Al 31 de diciembre de 2004, tenía una población de 22.326 habitantes y una superficie de 11,6 km ².
Las fronteras de Dalmine son los siguientes municipios: Bonate Sotto, Filago, Lallio, Levate, Osio Sopra, Stezzano, Treviolo.

## Evolución demográfica
| Gráfica de evolución demográfica de Dalmine entre 1861 y 2009 |
|                                                               |
| Fuente ISTAT - elaboración gráfica de Wikipedia               |